# Alcublas
Alcublas es un municipio y localidad española de la Comunidad Valenciana. Perteneciente a la provincia de Valencia, se ubica en la comarca de Los Serranos. Cuenta con una población de 683 habitantes (INE 2024). Se trata de un municipio castellanohablante, en el que el castellano cuenta con el predominio lingüístico reconocido legalmente.

## Geografía
Municipio situado en la vertiente sur de la zona montañosa de enlace entre la Sierra Calderona y la Sierra de Andilla, que separa las cuencas del Turia y el Palancia. El relieve del término no es muy accidentado, caracterizándose por la existencia de hoyas y llanuras rodeadas de cerros de mediana elevación. Esta característica permitió la instalación de un aeródromo en el Llano de la Balsa, en 1936. Las principales alturas son Pedroso (878 m s. n. m.), Los Molinos (904 m s. n. m.), Verdinal (614 m s. n. m.) y la Solana (1123 m s. n. m.).

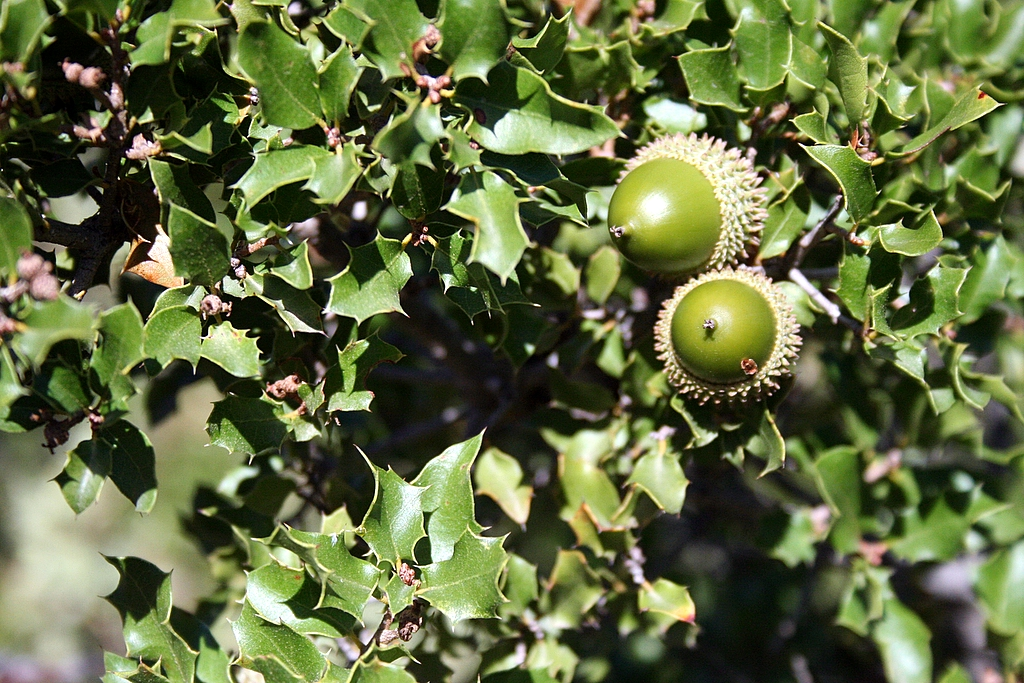
Coscoja (Quercus coccifera) en los alrededores de la localidad

El término carece de corrientes fluviales importantes, siendo la única a destacar la rambla de Alcublas, que da origen a la rambla de Artaix. En la parte sur del término hay montes cubiertos de pinares; en el resto hay pastos y monte bajo (romero, espliego, etc.).
La villa está en la cabecera de la rambla de Alcublas, en una amplia hoya rodeada por varios cerros, muy próxima al linde con Andilla.
Se accede a esta localidad, desde Valencia, tomando la CV-35 hasta enlazar con la CV-339 y luego continuar por la CV-245.
La población aparece en el mapa topográfico 667 a escala 1:50.000 de Villar del Arzobispo. Desafortunadamente su nombre no aparece en dicho mapa, edición de 1976, reimpreso en 1991.

### Localidades limítrofes
El término municipal de Alcublas limita con las siguientes localidades: Andilla y Liria en la provincia de Valencia y Sacañet, Jérica y Altura en la provincia de Castellón. La población también limita en la provincia de Valencia con Casinos y Villar del Arzobispo.

## Historia
La historia de Alcublas es la de sus hombres y mujeres, dedicados durante siglos a la agricultura y a la ganadería en un medio hostil y pobre, en el que levantaron paredes de piedra y movieron enormes cantidades de tierra, sin más ayuda que sus manos y su ingenio, para aterrazar las montañas y poder ganarse el pan en un medio obstinado en negarlo. Para ello fue necesario colonizar los términos municipales colindantes y la creación de una red de pequeños poblados, aljibes y tortuosos caminos, dada las distancia entre el municipio y las tierras cultivadas.
La referencia histórica sobre el municipio de Alcublas más antigua que se conoce es la Real Cédula otorgada por el rey Jaime I, en Lérida el 10 de abril de 1257, por la que hace donación de las Villas de Las Alcublas a favor de Teresa Gil de Vidaure en el Reino de Valencia y señala sus límites con los términos de Liria, Andilla, Bejís, Jérica y Altura. Anteriormente a esta fecha no se tienen referencias, si bien por su topónimo de origen musulmán, al-qibla, se piensa que pudo ser fundado por estos y que formaba parte de la taifa de Alpuente.
El nombre de Alcublas viene a significar mediodía o ayuntamiento de gentes según se consulten los autores. En las referencias históricas el nombre aparece en plural: Les Alcubles o las Alcublas, lo que parece indicar que estuvo formada por varios caseríos.
De épocas anteriores existen restos o yacimientos diseminados por el término municipal: de la Edad del Bronce la Partida del Pedroso, de la Civilización Ibera el Cerro de las Dueñas y Peña Ramino, y de la Civilización Romana la Partida de los Arenales.
Después de pertenecer a Teresa Gil de Vidaura y sus descendientes, y después de pertenecer a diferentes señores llegó a ser propiedad de Martín I el humano, hijo de Pedro IV el ceremonioso. Martín I había sido el fundador de la cartuja de Vall de Christ, y para dotarla de rentas para su subsistencia donó las villas de Alcublas y Altura a la misma por Real Cédula el 1 de enero de 1407. El prior de la cartuja tomó posesión de Altura el 26 de marzo, y de Alcublas, el 28 del mismo mes y año.
Esta situación se prolongó durante 427 años, hasta que en 1835 se publicó el decreto por el cual se suprimían los monasterios y conventos religiosos que tuviesen doce profesos y se procedería a la venta de sus bienes.
La cartuja de Vall de Christ fue abandonada el 4 de septiembre de 1835 y vendida a particulares 
El 7 de septiembre de 1836, durante la Primera Guerra Carlista, tuvo lugar una batalla en las afueras de Alcublas en la que Llagostera sorprendió a Buil, que pernoctaba con su ejército en el municipio, e infligió una grave derrota al ejército liberal, causándole más de 400 bajas.
En verano de 1885 se declaró una terrible epidemia de cólera morbo, el 29 de junio se declaró el primer fallecimiento por cólera morbo y en los días sucesivos hasta el 7 de agosto se produjeron 334 fallecimientos sobre una población de 2650 habitantes. La máxima virulencia de la epidemia se produjo entre el día 12 y el 27 de julio, donde en sólo 16 días fallecieron 291 habitantes, siendo especialmente trágico el fallecimiento de más de 70 menores de 5 años.
Durante la guerra civil se instaló, en el llano de la Balsilla, al norte del pueblo junto a la carretera que une el pueblo con Altura, un aeródromo avanzado cuyos vestigios son visibles en la actualidad. Los vestigios están a unos 2,5 km del pueblo en la carretera que lleva a la Cueva Santa, y son un par de edificios y un "búnker", este último el que más original se conserva: uno de los edificios, el más apartado de la carretera, ha sido usado como corral para el ganado, y por lo que se ve como vivienda improvisada de algún indigente. Durante muchos años, justo al lado de la carretera, se podían ver las ruinas de otros dos edificios, pero a principios de la década de 1990 se "restauraron", es decir entre los dos construyeron una caseta de refugio.
Al otro lado de la carretera, y en medio de un campo cultivado, están las dos entradas del "búnker", que es como un túnel, con dos o tres curvas por debajo de tierra, así pese a que la entrada y la salida estén bastante cerca una de otra, el túnel es bastante largo.

## Demografía
Alcublas cuenta con una población de 683 habitantes (INE 2024).
| Gráfica de evolución demográfica de Alcublas entre 1842 y 2023                                                      |
| |
| Población de derecho según los censos de población del INE Población de hecho según los censos de población del INE |

## Economía
Existen dentro del término terrenos dedicados a diversos cultivos: viñedos, cereales, olivos, almendros e higueras. La almendra y el aceite son las principales producciones. Por la abundancia de plantas aromáticas hay gran dedicación apícola, así como de obtención de esencia de espliego. También quedan algunos rebaños de ovejas y cabras y hay varias explotaciones de pollos y de conejos.

## Administración y política
| Periodo   | Nombre                          | Partido       |
| --------- | ------------------------------- | ------------- |
| 1979-1983 | Jaime Santolaria Domingo        | Independiente |
| 1983-1987 | Jaime Santolaria Domingo        | OIV           |
| 1987-1991 | José Vicente Cerverón Sebastián | PSPV-PSOE     |
| 1991-1995 | José Vicente Cerverón Sebastián | PSPV-PSOE     |
| 1995-1999 | Salvador Domingo Mañes          | PP            |
| 1999-2003 | Fernando Pérez Domingo          | PP            |
| 2003-2007 | Fernando Pérez Domingo          | PP            |
| 2007-2011 | Manuel Civera Salvador          | PSPV-PSOE     |
| 2011-2015 | Manuel Civera Salvador          | PSPV-PSOE     |
| 2015-2019 | Blanca Rosa Pastor Cubillo      | PSPV-PSOE     |
| 2019-2023 | Blanca Rosa Pastor Cubillo      | PSPV-PSOE     |
| 2023-act. | Jose Luis Arce Roca             | PP            |

## Patrimonio
- Casa consistorial, sede del ayuntamiento. Edificio del siglo XVII.
- Iglesia de San Antonio Abad del siglo XVII.
- Ermitas de Santa Lucía y de San Agustín situadas a las afueras del pueblo.
- Masía de Las Dueñas, del siglo XV.
- Restos de ventisqueros, también llamados "neveros" diseminados por el término.

## Lugares de interés
- Los Molinos. Molinos donde antiguamente se molía el grano, fueron recientemente restaurados. Desde la montaña donde están ubicados se puede apreciar una bella panorámica del pueblo.
- Parque de la Salud y polideportivo de Alcublas.
- Fuente y abrevadero de la plaza S. Agustín.
- Antiguo pozo de La Cava.
- Lavadero de la Cava.
- Lavadero de la plaza S. Agustín.
- Antigua almazara.
- Las "carrileras" de La Solana.

## Fiestas locales
- San Antonio Abad. Se celebran estas fiestas el 17 de enero, y consisten, todos los años en 4 días: 1.er las hogueras, donde en cada casa se quema una aliaga, que anteriormente se ha ido a recolectar al campo, y por al noche, la hoguera grande de la plaza de la iglesia, y a continuación "chocolata". 2.º día: san Antón, donde se bendice a los animales. 3.er día: el cristo. El último y 4.º día: las corridas, donde los jóvenes y no tan jóvenes del pueblo hacen carreras para ver quien llega antes y llevarse un pollo, los niños chucherías.
- Romería a la Cueva Santa. El primer sábado de mayo tiene lugar la romería al Santuario de la Virgen de la Cueva Santa, distante 12 km del pueblo, haciendo el viaje de ida y vuelta a pie gran número de personas, llevando la imagen de la Virgen de la "Cueva Santa" los que van a ser festeros ese año, que antiguamente, lo hacían los militares que venían del servicio militar a los 21 años.
- Fiestas en honor a la Virgen de la Salud. Se celebran en agosto, normalmente entre el tercer y cuarto fin de semana del mes. Las fiestas son organizadas por los festeros y las festeras, que son los jóvenes del lugar que cumplen 21 años ese año. Estos organizan durante todo el año diferentes eventos para recaudar dinero que se destina a poder sufragar las fiestas de agosto.